# Governo Allende
Il Governo Allende si insediò dopo le elezioni presidenziali in Cile del 1970, vinte da Salvador Allende, il 3 novembre 1970 e restò in carica fino al golpe militare dell'11 settembre 1973.

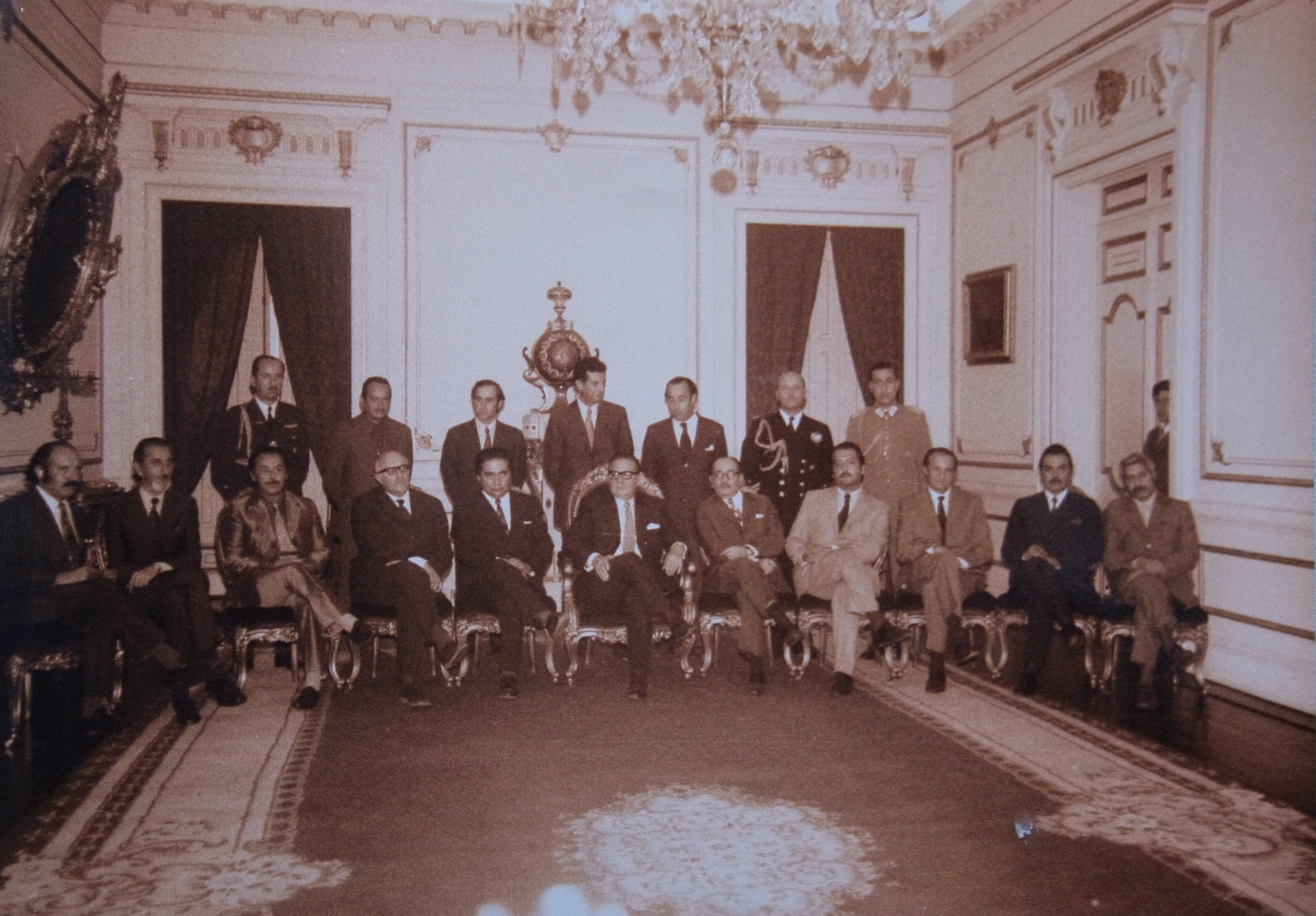
Il governo Allende al momento dell'insediamento

## Composizione
- Interni: José Tohá, PS (1970-1972), Alejandro Ríos Valdivia (1972), Hernán del Canto (1972), Jaime Suárez (1972), gen. Carlos Prats (vice pres.), indipendente (1972-1973), Gerardo Espinoza (1973), Carlos Briones (1973), Orlando Letelier (1973), Carlos Briones (1973)
- Esteri: Clodomiro Almeyda, PS (1970-1973), Orlando Letelier (1973), Clodomiro Almeyda (1973)
- Economia e finanze: Pedro Vuskovic, indipendente-PS (1970-1972), Carlos Matus (1972), Fernando Flores (1972), Orlando Millas (1972-1973), José Cademártori (1973)
- Proprietà: Américo Zorrillas Rojas, PC (1970-1972), Orlando Millas (1972), Fernando Flores (1972-1973), Raúl Montero Cornejo (1973), Daniel Arellano (1973)
- Educazione pubblica: Mario Astorga, PR (1970-1972), Alejandro Ríos Valdivia (1972), Aníbal Palma (1972), Jorge Tapia (1972-1973), Edgardo Enríquez (1973)
- Giustizia: Lisandro Ponce, API (1970-1972), Manuel Sanhueza (1972), Jorge Tapia Valdés (1972), Sergio Insunza (1972)
- Difesa: Alejandro Ríos, PR (1970-1972), José Tohá (1972-1973), Clodomiro Almeyda (1973), Carlos Prats (1973), Orlando Letelier (1973)
- Opere pubbliche e trasporti: Pascual Barraza, PC (1970-1972), Ismael Huerta (1972-1973), Daniel Arellano (1973), Humberto Martones (1973), César Ruiz Danyau (1973), Humberto Maglochetti (1973)
- Agricoltura: Jacques Chonchol, MAPU (1970-1972), Rolando Calderón (1972-1973), Pedro Hidalgo (1973), Ernesto Torrealba (1973), Jaime Tohá (1973)
- Terra e colonizzazioni: Humberto Martones, PSD (1970-1973), Roberto Cuéllar (1973), José María Sepúlveda (1973)
- Lavoro e previdenza sociale: José Oyarce, PC (1970-1972), Mireya Baltra (1972), Luis Figueroa (1972-1973), Jorge Godoy Godoy (1973)
- Salute pubblica: Óscar Jiménez Pinochet, PSD (1970-1971), Juan Carlos Concha Gutiérrez (1971), Arturo Jirón (1972), Mario Lagos (1973)
- Miniere: Orlando Cantuarias, PR (1970-1972), Mauricio Yungk (1972), Pedro Palacios (1972), Alfonso David (1972), Claudio Sepúlveda (1972-1973), Sergio Bitar (1973), Pedro Felipe Ramírez (1973)
- Ambiente e urbanizzazione: Carlos Cortes, PS (1970-1971), Julio Benítez Castillo (1971-1972), Orlando Cantuarias (1972), Luis Matte (1972-1973), Aníbal Palma (1973), Pedro Felipe Ramírez (1973)
- Segretario generale: Jaime Suárez, PS
- Vicepresidente: Carlos Prats, 1973 (dimissionario ad agosto)